# Monkey Island (Neuseeland)
Monkey Island ist eine kleine Insel im Süden der Südinsel von Neuseeland.

## Namensherkunft
Der englische Name Monkey Island geht vermutlich auf die sogenannte „monkey winch“ zurück, eine Winde, mit der früher auf der Insel die Versorgungsboote an Land gezogen wurden. In der Sprache der Māori wird die Insel Te Puka o Takitimu genannt.

## Geographie
Monkey Island befindet sich am östlichen Ende der Te Waewae Bay, rund 50 km westnordwestlich von Invercargill und rund 2 km südsüdwestlich der kleinen Siedlung Orepuki, die direkt am New Zealand State Highway 99 liegt. Von dem Highway aus ist die Insel, die bei ablaufendem Wasser zu Fuß zu erreichen ist, einsehbar. Die ca. 15 m hohe Insel ist rund 65 m lang und rund 45 m breit.
Die mit kleinen Büschen und niedrigeren Pflanzen bewachsene Insel wird ringsherum von einem steinigen Ufer gesäumt und auf dem höchsten Punkt der Insel befindet sich eine kleine Aussichtsplattform.